# Église Saint-Germain de Saint-Germain-l'Herm
Pour les articles homonymes, voir église Saint-Germain.
L'église Saint-Germain est une église située à Saint-Germain-l'Herm dans le département français du Puy-de-Dôme, en région Auvergne-Rhône-Alpes.

## Historique
L’église, d’origine romane, est édifiée au début du XIe siècle et achevée vers 1207, après l’installation d’un prieuré par les moines de la Chaise-Dieu. Le prieur détenait la seigneurie et la justice du bourg, fortifié au XIVe siècle. La tour nord date de cette période. Le chœur gothique flamboyant est construit entre 1491 et 1518 sous l’abbatiat de Jacques de Saint-Nectaire.

### Protection
L'église est inscrite au titre des monuments historiques par arrêté du 6 mars 1955.

## Description
L’église présente une structure romane d’origine, modifiée et agrandie aux XVe et XIXe siècles. Le bras nord du transept est flanqué d’une tour de défense médiévale. Le chœur actuel, de style gothique flamboyant, date de la fin du XIVe siècle.
Le panneau peint représentant Saint Germain convertissant un chasseur libertin d’Issoire et la statue du Christ en croix sont répertoriés dans la base Palissy,.